# 1099 в Україні
1099 в Україні — це перелік головних подій, що відбулись у 1099 році на території сучасних українських земель. Також подано список відомих осіб, що народилися та померли в 1099 році. Крім того, зібрано список пам'ятних дат та ювілеїв 1099 року.

## Події
- В урочищі Рожне Поле (поблизу нинішнього міста Золочева Львівської області) в ході міжусобної війни на Русі в 1097—1100 роках на галицько-волинському пограниччі об'єднана галицька дружина Володаря та Василька Ростиславичів здобула перемогу над військом київського князя Святополка Ізяславича, що дало змогу їм покласти край претензіям Києва на галицькі землі[1].
- Князь луцький Давид Ігорович повернувся з Польщі й з допомогою половців захопив Володимир і Луцьк.
- Луцький князь Микола Святоша втік до батька в Чернігів.

## Особи

### Померли
- 12 червня — Мстислав (Мстиславець) Святополкович — князь володимирський, ймовірно старший син Великого князя київського Святополка Ізяславича від наложниці. Був вражений стрілою з лука під час облоги Володимира військами під проводом князя Давида Ігоревича за підтримки половців і сконав зі словами: «Вмираю за Феодора і Василя»[2].

## Пам'ятні дати та ювілеї
- 225 років з часу (874 рік):
  - другого походу князя Аскольда до Константинополя: було укладено мирну русько-грецьку угоду без облоги столиці Візантійської імперії[3][4]
- 200 років з часу (899 рік):
  - заснування поселення Лтава, відомого зараз як місто Полтава[5][6]
- 75 років з часу (1024 рік):
  - жовтень — Листвинської битви між найманцями-варягами великого князя київського Ярослава Мудрого та чернігівсько-тмутороканською дружиною його брата князя Мстислава Володимировича Хороброго в якій переміг Мстислав та зберіг владу в Чернігівських землях[7].

### Видатних особистостей

#### Народження
- 75 років з часу (1024 рік):

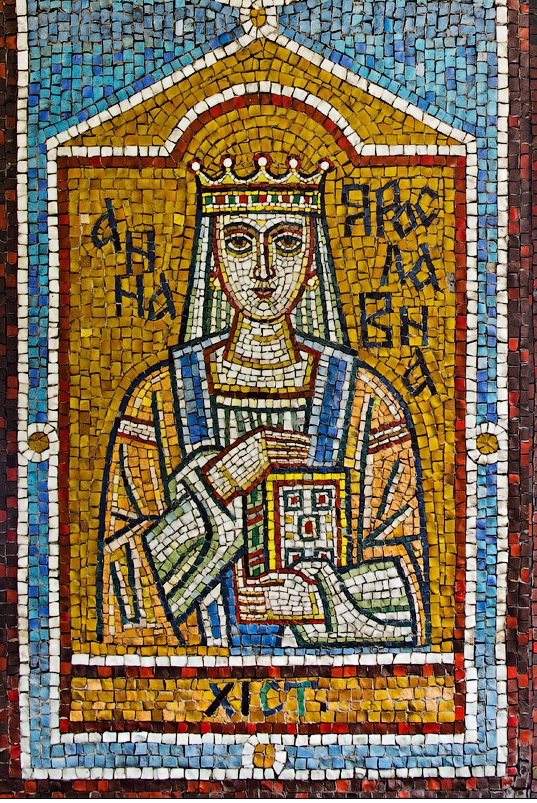
донька князя Ярослава Мудрого Анна Ярославна (1024—1079)

- народження Анни Ярославни — королеви Франції (1051—1060 рр.); доньки князя Ярослава Мудрого і шведської принцеси Інгігерди, другої дружини французького короля Генріха I Капета. (пом.. 1079)[8].
- народження Ізясла́ва Яросла́вича — Великого князя київського (1054—1068, 1069—1073, 1077—1078)[9]. Зять польського короля Мешка ІІ (з 1043)[9]. (пом.. 1078).
- 25 років з часу (1074 рік):
- народження Анастасі́ї Яропо́лківни[10]) — доньки волинського князя Ярополка Ізяславича й Кунігунди фон Орламюнде, дружини мінського князя Гліба Всеславича. (пом.. 1158).

#### Смерті
- 50 років з часу (1049 рік):
- смерті Феопемпта — Митрополита Київського і всієї Русі.
- 25 років з часу (1074 рік):

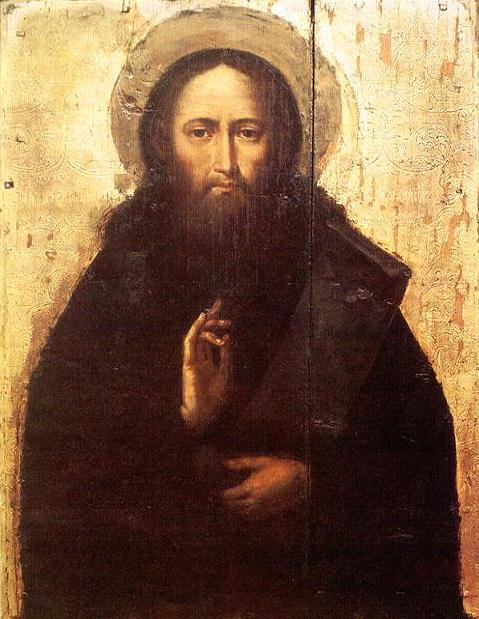
Ікона Феодосія Печерського

- смерті Анастасії Ярославни — королеви Угорщини (1046—1061 рр.), дружини короля Андрія I; донькт Ярослава Мудрого та Інгігерди. (нар.. 1023).
- 3 травня — смерті Феодосія Печерського — ігумена Києво-Печерського монастиря, одного з основоположників чернецтва на Русі. (нар.. бл. 1009).